# Premier Basketball League
La Premier Basketball League (PBL) est une ligue mineure professionnelle américaine de basket-ball.

## Historique
La Premier Basketball League débute en janvier 2008. La ligue compte dix équipes pour sa saison inaugurale en 2008, puis treize lors de la saison 2009. Neuf équipes du Canada et des États-Unis participent à la saison 2010, puis seulement huit lors de la saison 2011. La saison 2013 débute avec un partenariat avec l'International Basketball Association, mais à la suite d'une série d'incidents, les équipes de la PBL stoppent cette collaboration et disputent leurs propres playoffs.

## Clubs actuels
| Équipe                            | Ville                              | Salle                                        |
| --------------------------------- | ---------------------------------- | -------------------------------------------- |
| Flex de Bloomington               | Bloomington, Illinois              | U.S. Cellular Coliseum                       |
| Diesels de l'Indiana              | Indianapolis, Indiana              | Broad Ripple High School                     |
| Admirals de Lake Michigan         | Saint-Joseph, Michigan             | Lake Michigan Catholic High School           |
| Razorsharks de Rochester          | Rochester, New York                | Blue Cross Arena                             |
| Predators de Sauk Valley          | Northwestern, Illinois             | Eastland High School et Sterling High School |
| Miners de la Virginie-Occidentale | Saint Albans, Virginie-Occidentale | Saint Albans High School                     |

## Palmarès
- 2008: Razorsharks de Rochester battent Impact de l'Arkansas, 142-112 (Blue Cross Arena)
- 2009: Razorsharks de Rochester battent Knights de Battle Creek, 152-115 (Blue Cross Arena)
- 2010: Sill Cavalry de Lawton-Fort battent Razorsharks de Rochester deux matchs à un
- 2011: Razorsharks de Rochester battent Sill Cavalry de Lawton-Fort deux matchs à un
- 2012: Drive de Central Illinois battent Razorsharks de Rochester deux matchs à zéro
- 2013: Flex de Bloomington battent Razorsharks de Rochester deux matchs à zéro

## Anciennes équipes
- Frost Heaves du Vermont
- Kebekwa de Laval
- Sasquatch de Montréal